# اسقف‌نشین سودور و من
اسقف‌نشین سودور و من (انگلیسی: Diocese of Sodor and Man) بخشی تشکیل دهنده از استان یورک کلیسای انگلستان در کشور انگلستان است. این اسقف‌نشین که در سال ۱۱۵۴ میلادی تأسیس شده‌است شامل ۴۳ کلیسا می‌باشد و مرکز آن کلیسای جامع پیل است.